# Распоред тастатуре
Распоред тастатуре је било који специфичан физички, визуелни или функционални распоред тастера, легенди или асоцијација на значење тастера (респективно) рачунарске тастатуре, мобилног телефона или друге типографске тастатуре коју контролише рачунар. Стандардни распореди тастатуре варирају у зависности од предвиђеног система писања, језика и случаја употребе, а неки хобисти и произвођачи креирају нестандардне распореде који одговарају њиховим индивидуалним преференцијама или за проширену функционалност.
Савремене компјутерске тастатуре су дизајниране да шаљу скен код оперативном систему (OS) када се тастер притисне или отпусти. Овај код извештава само о реду и колони тастера, а не о специфичном знаку угравираном на том тастеру. ОS претвара скенирани код у одређени код бинарног карактера користећи табелу конверзије „скен код у знак“, која се назива табела мапирања тастатуре. То значи да физичка тастатура може бити динамички мапирана на било који распоред без промене хардверских компоненти — само променом софтвера који тумачи притиске на тастере. Често корисник може да промени мапирање тастатуре у системским подешавањима. Поред тога, може бити доступан софтвер за модификовање или проширење функционалности тастатуре. Дакле симбол приказан на тастеру не мора бити исти као знак који тај тастер куца, например, на српској латиничкој аналогној тастатури када се укуца слово "Q" са виртуалном ћириличном тастатуром изађе слово "Љ". Модерне USB тастатуре су plug-and-play, они саопштавају свој (подразумевани) визуелни изглед ОS-у када су повезани (иако корисник и даље може да ресетује ово по жељи).